# Blast (film 2000)
Blast è un film del 2000 diretto da Martin Schenk.